# Elanchove
Elanchove (oficialmente en euskera: Elantxobe) es un municipio español situado en la costa nordeste de la provincia de Vizcaya, a 50 km de Bilbao, en la comunidad autónoma del País Vasco.

## Toponimia

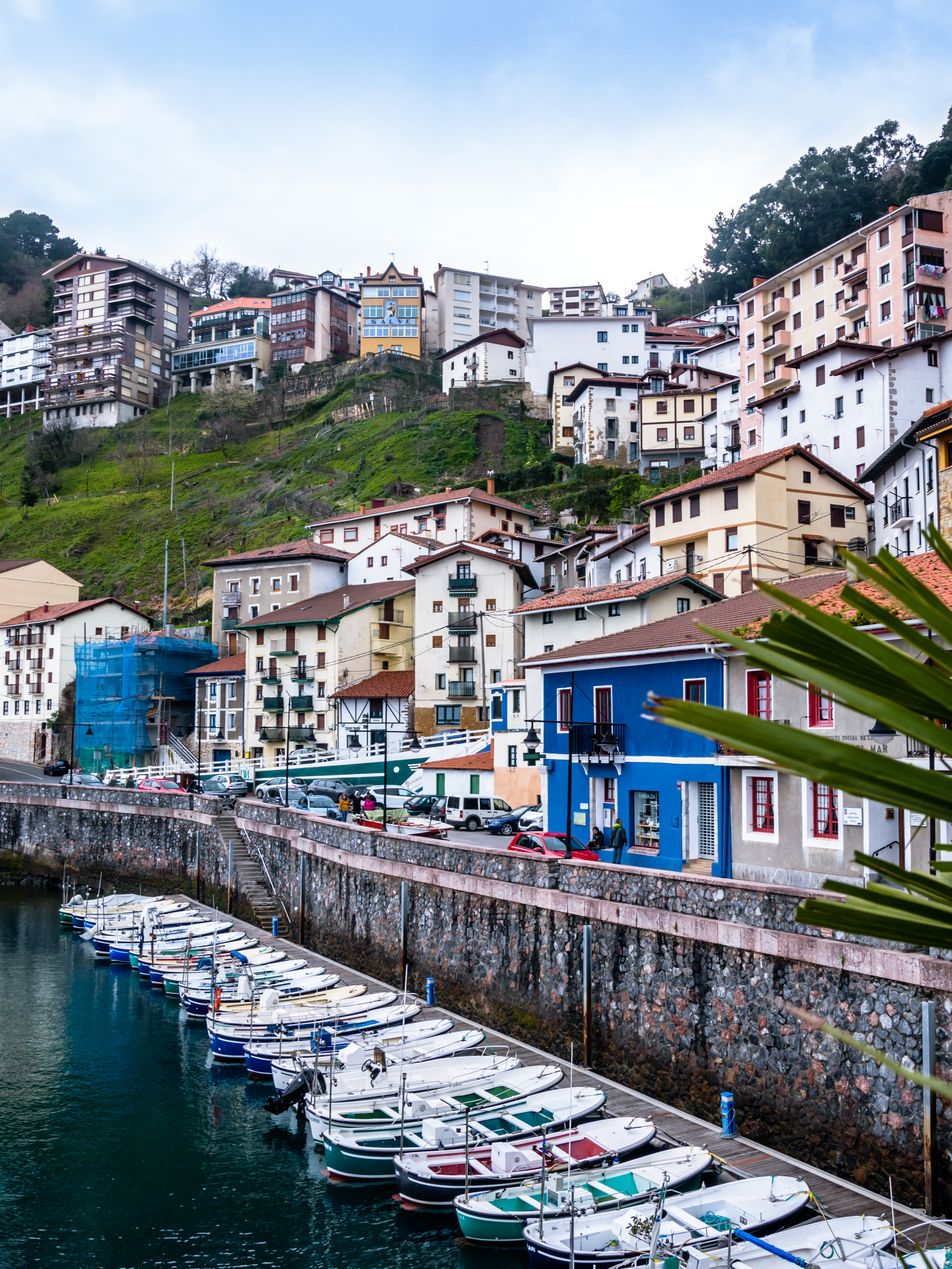
Vista desde el puerto

Elanchove surgió a partir de un barrio de caseríos de Ibarranguelua que se denominaba «Ancho». Este grupo de caseríos se encontraba en lo que actualmente es la parte alta de Elanchove. Con el paso del tiempo el lugar comenzó a poblarse expandiéndose de ese núcleo original hacia el puerto. Así el pueblo que fue surgiendo pasó a conocerse popularmente como el Ancho be(he), donde la partícula be final proviene del euskera y quiere decir bajo. De ahí deriva su nombre de Elanchove.
El municipio se denomina formalmente en castellano Elanchove y este fue su denominación oficial hasta 1987, cuando adoptó su denominación oficial actual de Elantxobe por resolución del 22-06-1987 (Boletín Oficial del País Vasco 02-07-1987 y Boletín Oficial del Estado 22-04-1989). Este es su nombre formal en lengua vasca.

## Geografía
Elanchove se sitúa en la ladera este de la mole rocosa del cabo Ogoño, que protege el puerto pesquero, pero cuya enorme inclinación conforma una cascada de calles estrechas y empinadas en las que las casas parecen formar una escalera de tejados que llega hasta la misma orilla del mar. Esta disposición obliga a que el pueblo tenga dos accesos totalmente separados, uno por abajo hacia el puerto y otro hacia la parte alta, donde una mínima anchura plana es lo único que puede considerarse una plaza, con un magnífico mirador y una sorprendente plataforma giratoria que deben utilizar los vehículos de mayor tamaño para poder girar y salir del pueblo.

## Historia
La villa surge en 1524 con el puerto pesquero, tomando cierta importancia en el siglo XVII como puerto defensivo de la costa vizcaína, que en la actualidad tiene uso como puerto deportivo. Hasta 1858 fue un barrio del vecino municipio de Ibarranguelua. Celebra su fiesta patronal el 6 de diciembre, día de San Nicolás de Bari.
En el siglo XIX la industria pesquera de Elanchove vive un momento de auge, llegando a albergar siete fábricas de escabeche y una de conservas, entre ellas Conservas Garavilla (Isabel) y conservas Serrats.[cita requerida]
Este momento quedó reflejado en la construcción de la iglesia de San Nicolás de Bari, fruto de las donaciones de los pescadores.

## Demografía
Cuenta con una población de 349 habitantes (INE 2024).
| Gráfica de evolución demográfica de Elanchove entre 1857 y 2021 |
| |
| Población de derecho según los censos de población del INE Población de hecho según los censos de población del INEEn estos censos se denominaba Elanchove: 1842, 1857, 1860, 1877, 1887, 1897, 1900, 1910, 1920, 1930, 1940, 1950, 1960, 1970 y 1981 |

## Personas notables

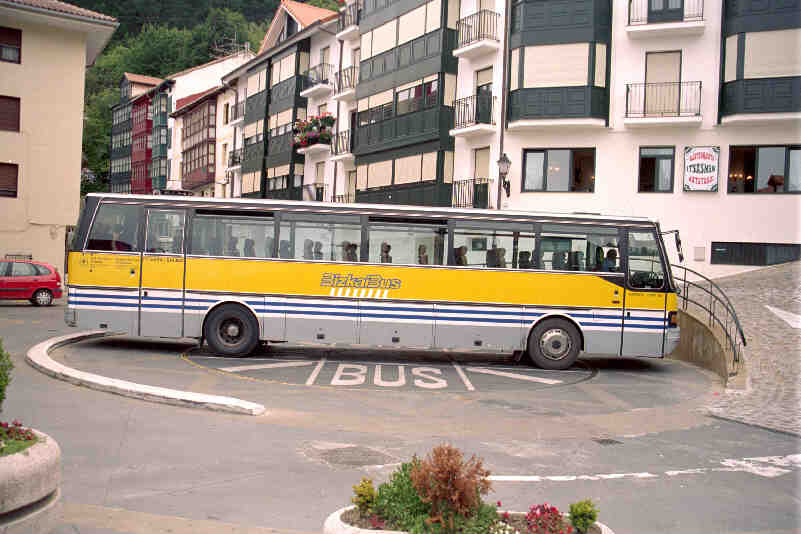
Plataforma giratoria para grandes vehículos

## Administración y política
| Partido político                                              | 2015  | 2015       | 2011  | 2011       | 2007  | 2007       | 2003        | 2003        | 1999  | 1999       | 1995  | 1995       | 1991  | 1991       |
| Partido político                                              | %     | Concejales | %     | Concejales | %     | Concejales | %           | Concejales  | %     | Concejales | %     | Concejales | %     | Concejales |
| Euzko Alderdi Jeltzalea-Partido Nacionalista Vasco (EAJ-PNV)  | 59,70 | 4          | 49,35 | 3          | 64,49 | 5          | 78,78       | 6           | 57,99 | 5          | 52,11 | 4          | 39,03 | 3          |
| Euskal Herria Bildu (EH Bildu)-Bildu                          | 36,19 | 3          | 49,68 | 4          | —     | —          | —           | —           | —     | —          | —     | —          | —     | —          |
| Partido Popular del País Vasco (PP)                           | —     | —          | 0,32  | 0          | 0,00  | 0          | 0,72        | 0           | —     | —          | —     | —          | —     | —          |
| Partido Socialista de Euskadi-Euskadiko Ezkerra (PSE-EE PSOE) | —     | —          | 0,00  | 0          | —     | —          | 0,36        | 0           | —     | —          | —     | —          | —     | —          |
| Eusko Alkartasuna (EA)                                        | —     | —          | —     | —          | 32,25 | 2          | 19,06       | 1           | 10,65 | 0          | 10,99 | 0          | 9,18  | 0          |
| Euskal Herritarrok (EH)-Herri Batasuna (HB)                   | —     | —          | —     | —          | —     | —          | Ilegalizado | Ilegalizado | 30,77 | 2          | 35,77 | 3          | 30,61 | 2          |
| Elantxobe Kandidatura Independientes (EKI)                    | —     | —          | —     | —          | —     | —          | —           | —           | —     | —          | —     | —          | 20,66 | 2          |